# Žeridovka
Žeridovka s 255 metara najviši je vrh niskog ulančanog gorja Vukomeričke gorice. Nalazi se na zapadnim obroncima Vukomeričkog gorja u blizini Velikogoričkih prigradskih naselja Dubranec, Donji Dragonožec te Gornji Dragonožec.

## Položaj
Vrh Žeridovke stožastog je oblika a nalazi se na sjevernom hrbetu te se spušta prema sjeveru i jugu do nizina a prema istoku nastavlja se gorski greben sve do Letovanskog vrha kao i prema zapadu do autoceste Zagreb – Karlovac.  

## Povijest
Nekada se na vrhu Žeridovke nalazila crkva koja se spominje u kanonskim vizitacijama Zagrebačkog Kaptola, crkvu su spalili Turci u jednoj od provala prema Turopolju.